# Pasaportes de la Asociación Europea de Libre Comercio

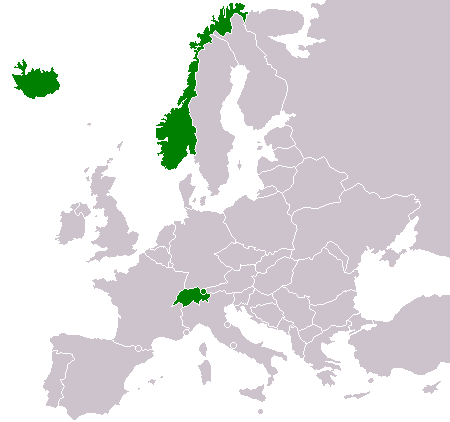
Asociación Europea de Libre Comercio

La propia Asociación Europea de Libre Comercio (AELC) o Acuerdo Europeo de Libre Comercio (también conocida por sus siglas en inglés EFTA —European Free Trade Association—) no expide pasaportes, pero los pasaportes expedidos por sus quatro Estados miembros comparten ciertas características. Desde 2009 dichos pasaportes son biométricos y tienen el símbolo de datos biométricos en el fondo.

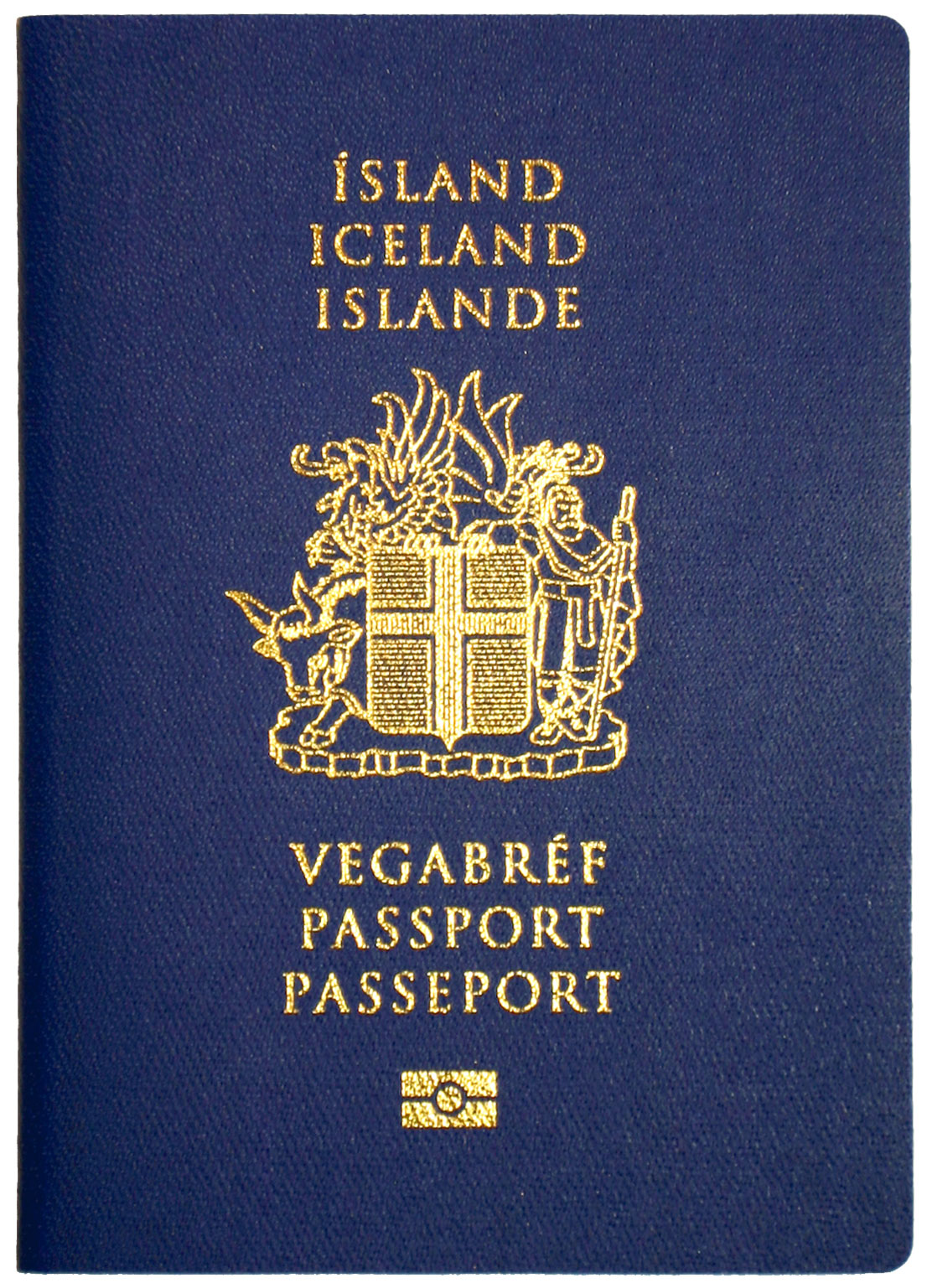
Pasaporte islandés
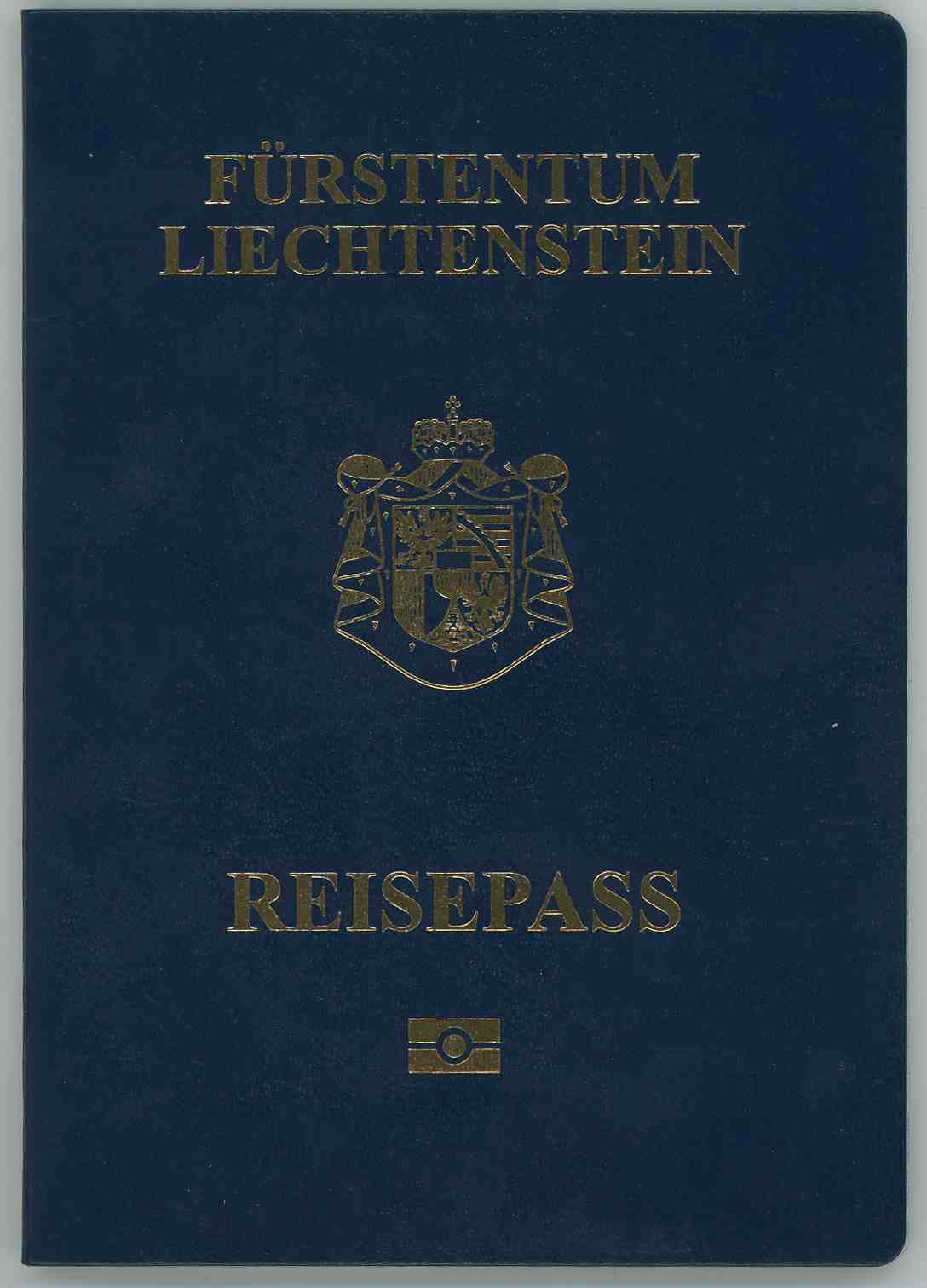
Pasaporte de Liechtenstein
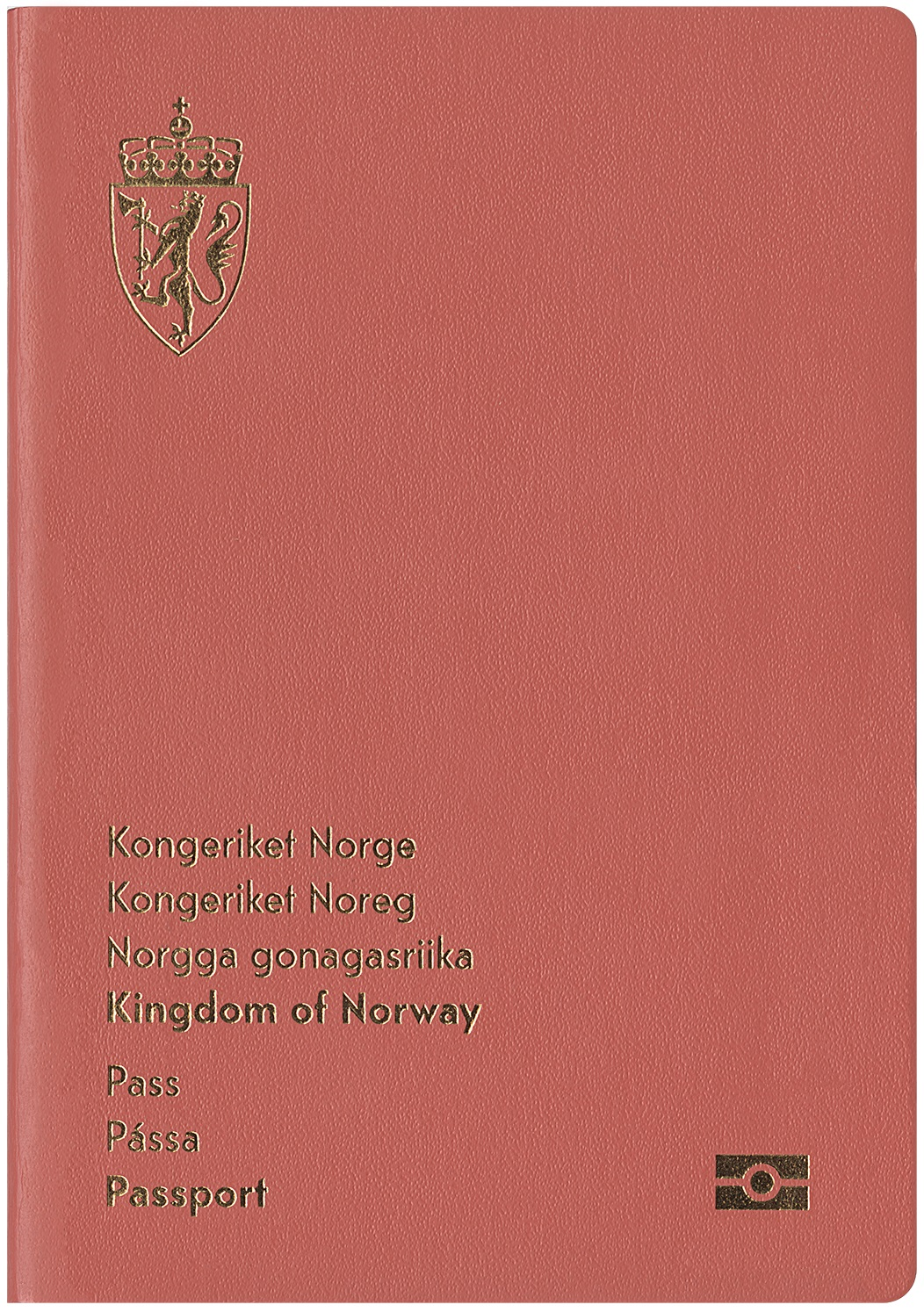
Pasaporte noruego
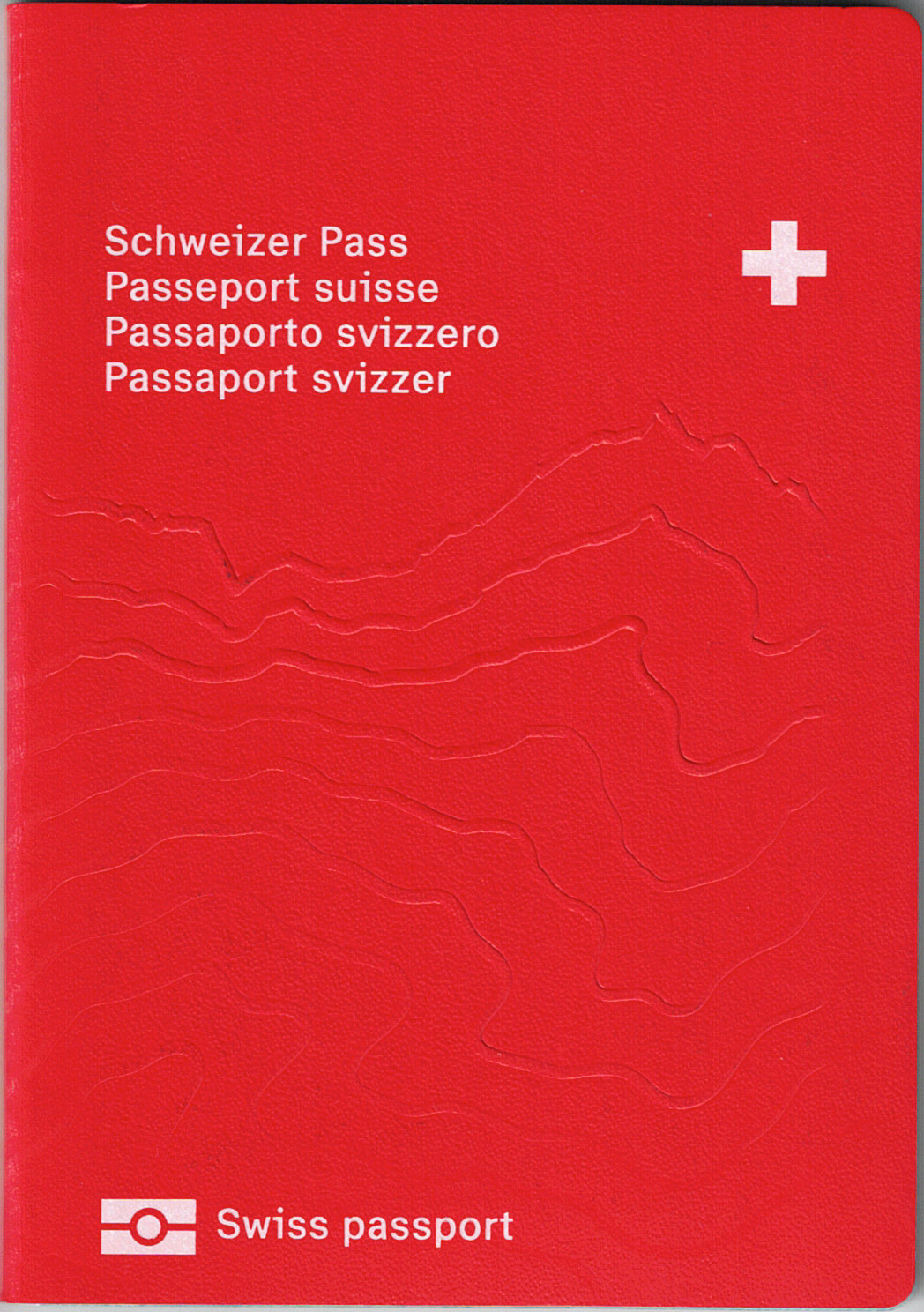
Pasaporte suizo